# Alma Mancilla
Alma Mancilla (Toluca, Estado de México, 1974) es una escritora mexicana autora de 8 novelas y 5 libros de cuentos. Su obra se caracteriza por sus atmósferas oscuras y sus temas inquietantes, en ocasiones cercanos al terror.

## Biografía
Estudió Antropología Social en la Universidad Autónoma del Estado de México, Maestra en Sociología y Doctora en Ciencias Políticas por la Universidad Laval en Quebec. Su obra ha obtenido premios como el Premio Nacional de Literatura Gilberto Owen (2011), del Premio Internacional de Narrativa Ignacio Manuel Altamirano (2015) y del Premio Bellas Artes de Novela José Rubén Romero (2018), el Premio Nacional de Novela Ignacio Manuel Altamirano (2020), el Premio Nacional de Cuento Juan José Arreola (2022) y la mención honorífica del Certamen Nacional de Literatura Laura Méndez de Cuenca (2022).
Ha participado en antologías en México y en Canadá, y sus cuentos han sido publicados en revistas como Espejo Humeante, Rocambolesca, Grafógrafxs o Anfibias Literarias, y algunos de sus cuentos han sido traducidos al inglés y al francés.
Ha sido beneficiaria del apoyo a la creación artística tanto del Canada Council for the Arts como del Toronto Arts Council. Desde 2020 forma parte del Sistema Nacional de Creadores de Arte del FONCA.

## Obras
- El verdor (Novela), Malpaso Ediciones, Salto de página, Barcelona/México, 2024, 182 pp.
- El Centro (Novela), Fondo Editorial del Estado de México, México, 2024, 162pp.
- Caerá la noche (Novela), Lapicero Rojo Editorial, México, 2024, 229 pp.
- Estado larvario del peligro (Colección de cuentos), Casa Futura Ediciones, México, 2023, 104 pp.
- Los intrusos (Colección de cuentos), Universidad de Guadalajara, México, 2022, 145 pp.
- Fulgor (Novela), Malpaso Ediciones, Salto de página, Barcelona/México, 2022, 124 pp.[11]
- El criado y otras historias de aflicción (Colección de cuentos), Bitácora de vuelos ediciones, México, 2020, 175 pp.
- El Predicador (Novela), Fondo Editorial del Estado de México, México, 2019, 167 pp.
- De las sombras (Novela), Instituto Nacional de Bellas Artes/Editorial Lectorum, México, 2018, 186 pp.
- Archipiélagos (Novela), Universidad Autónoma del Estado de México, México, 2015, 422 pp.
- Las babas del caracol y otros relatos (Colección de cuentos), Primera edición: Instituto Mexiquense de Cultura, Toluca, México, 2014, 119 pp/(Segunda Edición), Lugar Común Editorial, Ottawa, 2019, 120 pp.
- Hogueras (Novela), Editorial Terracota, Col. La Escritura Invisible, México, 2013, 319 pp.
- Casa encantada (Colección de cuentos), Instituto Mexiquense de Cultura, Toluca, México, 2011, 125 pp

## Premios y distinciones
- Reconocimiento a la trayectoria y homenaje, Feria del libro del Estado de México/Ayuntamiento de Toluca, 2024.
- Premio Estigma de Narrativa Extraña, 2023 (Ganadora)
- Premio Nacional de Literatura “Toluca llena de vida” para obra publicada, 2023 (Ganadora).[12]
- Premio Nacional de Cuento Juan José Arreola, 2022 (Ganadora).[13]
- Certamen Nacional de Literatura Laura Méndez de Cuenca, 2022 (Mención honorífica, categoría Novela).
- Premio Nacional de Narrativa Ignacio Manuel Altamirano, 2020 (Ganadora, categoría Novela).
- Premio Bitácora de Vuelos, 2019 (Ganadora, categoría cuento).
- Premio Bellas Artes de Novela José Rubén Romero, 2018 (Ganadora).[14]
- Convocatoria para publicación de obra, Instituto Mexiquense de Cultura, 2018 (Ganadora)
- Premio Internacional de Narrativa Ignacio Manuel Altamirano, 2015 (Ganadora).
- Premio Nacional de Literatura Gilberto Owen, México, 2012 (Ganadora).
- Convocatoria para publicación de obra, Instituto Mexiquense de Cultura, 2011 (Ganadora)
- Premio Nacional de Cuento Carmen Báez, México, 2004 (Segundo lugar).
- Premio Nacional de Cuento Benemérito de las Américas, México, 2001 (Ganadora, categoría jóvenes).